# Man met de zak

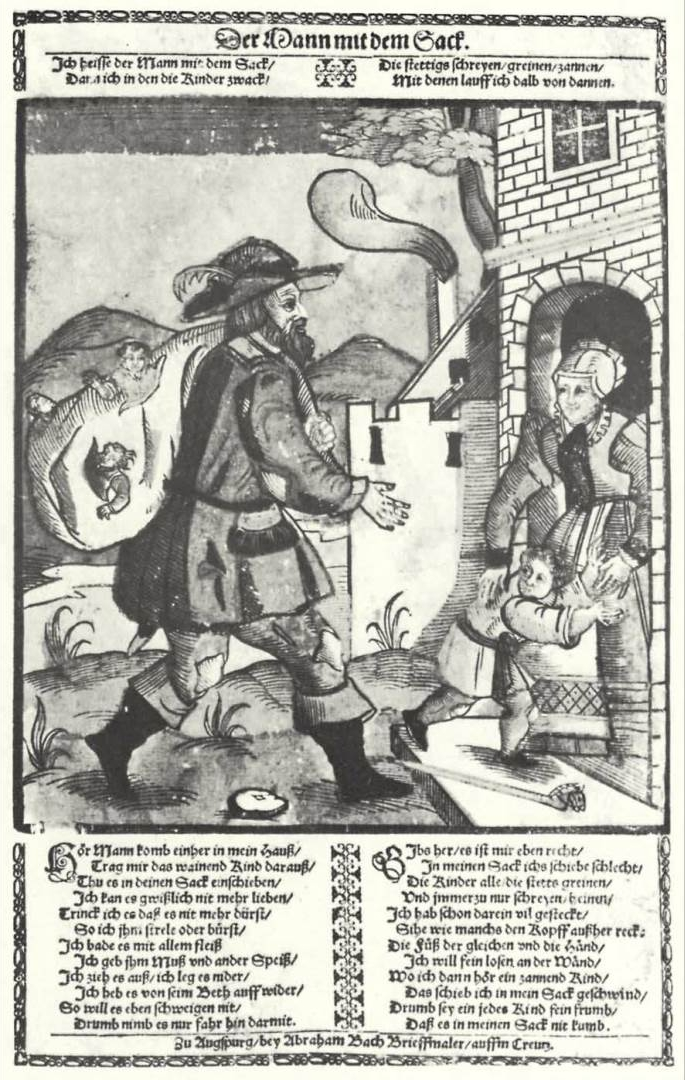
Der Mann mit dem Sack, 17e eeuw

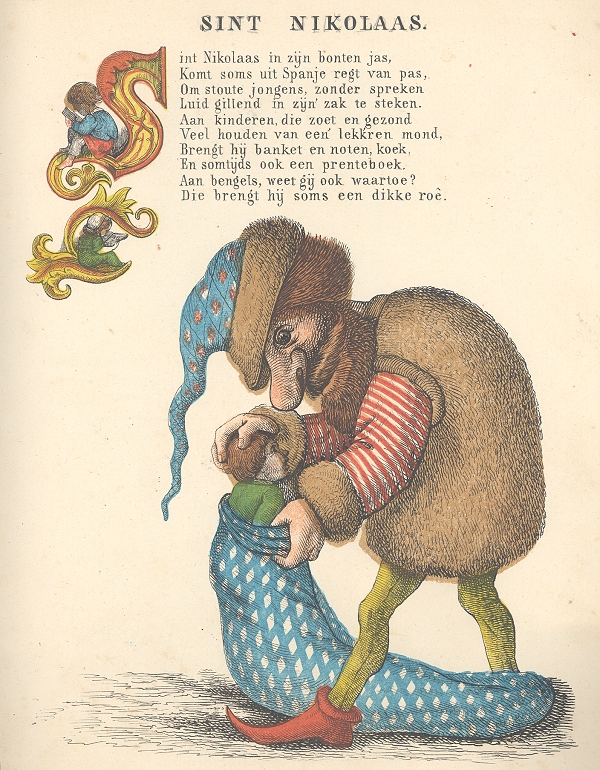
Sinterklaas als boeman, hij steekt kinderen in zijn zak, 1854

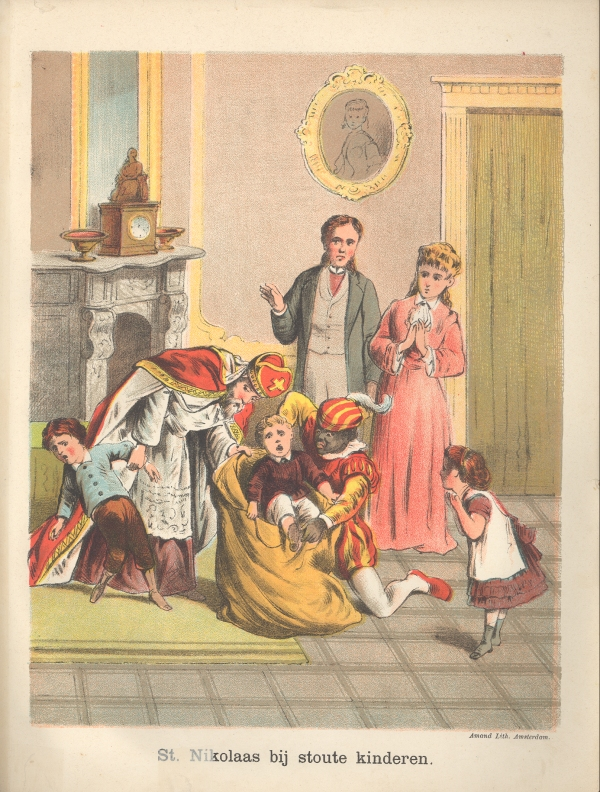
Sint Nikolaas en Zwarte Piet bij stoute kinderen, 1885

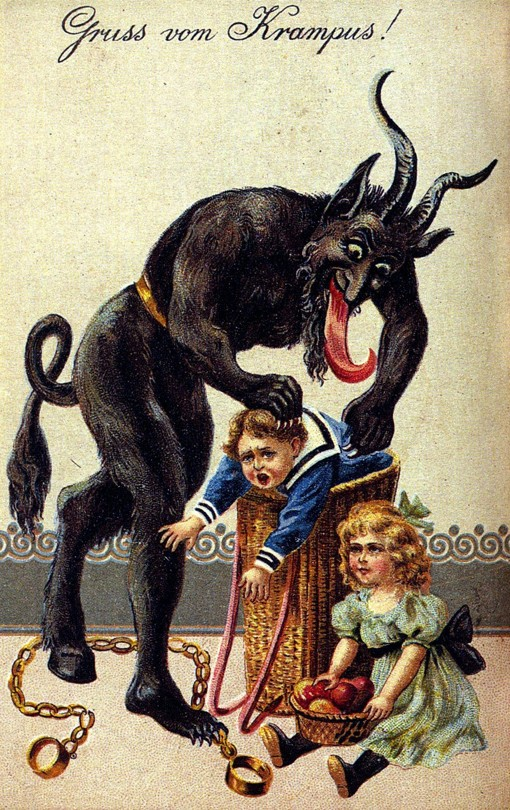
Gruss vom Krampus, ca. 1900

De man met de zak is een mythisch wezen dat over de gehele wereld voorkomt. De man met de zak neemt stoute kinderen mee in de zak op zijn rug. De man met de zak is een kinderlokker en in sommige gevallen een kindereter en dient als kinderschrik of boeman.
Deze figuur komt over de gehele wereld voor;
- In Spanje wordt el hombre del saco (Portugees: velho del saco) afgebeeld als een gemeen en ontzettend lelijke man die de kinderen die hij meeneemt opeet.
- In Galicië is Sacaúntos een vergelijkbaar figuur.
- In Brazilië wordt o homem do saco uitgebeeld als een volwassen man, meestal in de vorm van een landloper, die een zak op zijn rug heeft en ongehoorzame kinderen meeneemt om ze te verkopen.
- In Chili, Argentinië, Zona Sur en Extremo Sur is deze figuur bekend als el hombre del saco (de man met de zak), hij loopt elke dag rond in de omgeving. Door kinderen wordt de figuur niet gezien als mythisch, maar als een krankzinnige psychotische moordenaar die met goedkeuring van de maatschappij kinderen laat meenemen wier ouders teleurgesteld in hen zijn geraakt. Ook alle kinderen die niet thuis zijn als het etenstijd is, of na zonsondergang, kunnen door el hombre del saco worden meegenomen.
- In Honduras zijn ongehoorzame kinderen bang voor el roba chicos, de kinderlokker, die erg veel overeenkomsten heeft met hombre del saco.
- In Armenië en Georgië worden kinderen gewaarschuwd voor de zakman die een zak draagt en kinderen ontvoert die zich misdragen.
- In Bulgarije wordt aan kinderen verteld dat er een donker monsterachtig persoon, die Torbalan (Bulgaars: Торбалан, van торба, dat zak betekent) wordt genoemd, komt en hen zal meenemen als ze zich misdragen. Hij kan gezien worden als de tegenhanger van de kerstfiguur Dyado Koleda (Дядо Коледа, vergelijkbaar met de kerstman). Volgens de folklore is hij de partner van Baba Jaga.
- In Hongarije is de lokale boeman, de mumus, bekend als zsákos ember (wat letterlijk vertaald kan worden als de persoon met de zak).
- In Turkije is Öcü (ook wel Böcü) een eng wezen dat een zak draagt en kinderen vangt en vasthoudt.
- In Polen worden kinderen bang gemaakt met de bebok, babok of bobok. Deze figuur wordt meestal afgebeeld als een man met een zak.
- In Tsjechië en Slowakije is de bubák bekend, dit wezen met niet een eenduidige vorm wordt in verband gebracht met donkere en enge plaatsen. Kinderen worden bang gemaakt, maar meestal niet meegenomen door de bubák. Wel neemt čert (de duivel) kinderen mee.
- In Rusland, Oekraïne en Wit-Rusland wordt buka (бука), babay (бабай) of babayka (бабайка) gebruikt om kinderen in bed te laten blijven of ze vervelend gedrag af te leren. Babay betekent oude man in het Tataars en aan kinderen wordt verteld dat babay een oude man of een monster met een zak is, meestal verstopt hij zich onder het bed. Babay neemt kinderen mee als ze ongehoorzaam zijn.
- In Nederland en Vlaanderen is Zwarte Piet bekend. Hij is de knecht van Sinterklaas en draagt cadeautjes in zijn zak. Als de cadeautjes zijn uitgedeeld op 5 december en de zak dus leeg is, neemt Zwarte Piet ongehoorzame kinderen mee (naar Spanje). In enkele gevallen waren de Zwarte Pieten zelf als kind meegenomen en de kinderen die meegenomen worden zullen later ook als Zwarte Piet dienstdoen. Van het eind van de 18de eeuw tot zeker het begin van de 20ste eeuw hebben Nederlandse kinderen bovendien te horen gekregen dat zij, als zij niet wilden luisteren, door hun ouders aan de ‘boze jood’ zouden worden meegegeven. We zien dat bijvoorbeeld terug in het verhaal ‘Koppige Klaas’ van J. Norweb uit 1858[1]. Er werd vooral gedreigd met wat indertijd de '(ouwe) klerenjood' werd genoemd, een man met een zak die aan de deur oude kleren kwam opkopen.
- In Zwitserland is Schmutzli (of Butzli) bekend, ook hij zou stoute kinderen meenemen.
- In Duitstalige landen is ook knecht Ruprecht of Krampus bekend, ook deze figuur neemt de stoute kinderen mee naar het bos in zijn zak.
- In Frankrijk en België is Père Fouettard de figuur die stoute kinderen meeneemt.
- In Haïti is Tonton Macoute (Creools voor Ome Jutezak) de tegenhanger van de kerstman. Hij staat bekend om het ontvoeren van stoute kinderen, hij stopt ze in zijn knapzak. Tijdens het dictatorschap van François Duvalier werden medewerkers van de geheime politie ook Tontons Macoutes genoemd, omdat ze mensen lieten verdwijnen.
- In het noorden van India worden kinderen banggemaakt met Bori Baba (vader zak), die ook een zak draagt waarin hij stoute kinderen meeneemt.
- In Libanon is Abu Kees (ابو كيس, wat vertaald kan worden met man met een zak) bekend.
- In Vietnam wordt aan kinderen verteld dat ông ba bị (in het noorden van Vietnam, vertaling is meneer-drie-zak) of ông kẹ (in het zuiden van Vietnam) 's nachts zal langskomen en kinderen meeneemt als ze ongehoorzaam zijn.
- In Sri Lanka maken ouders hun kinderen bang met Goni Billa, een enge man die een zak draagt en kinderen meeneemt.
- In West-Kaap is Antjie Somers de boeman die stoute kinderen pakt en ze in een tas die over zijn schouders hangt stopt. De naam is van een vrouw, maar Antjile Somers is traditioneel een manlijk figuur (vaak een ontsnapte slaaf die aan vervolging ontkwam door zich als vrouw te kleden).
- In IJsland is het een vrouwelijke figuur, Grýla, die kinderen meeneemt en opeet. Per publiek decreet uit 1746 werd bepaald dat Grýla en haar zonen niet meer gebruikt mochten worden om de IJslandse kinderen angst aan te jagen.
- In het Friese Grouw was Sint Piter een figuur die een zijden doek om het gezicht draagt en krakelingen uit Hamburg, koek, speelgoed en appels aan de kleding genaaid heeft. Hij vraagt of er stoute kinderen zijn (die meegenomen worden in de zak) en strooit met pepernoten wanneer hij vertrekt.
- In het verleden trad de Sträggele op als aankondiger van de Chlausen van het Chlausjagen. De heks was in lompen gekleed en had een pan op het hoofd. Ze dreigde om ondeugende kinderen en luie spinsters mee te nemen in haar zak. Ze is de vrouw van Türst.
- Houseker rammelt met kettingen en draagt een roe en zak over de schouder, hij is de begeleider van Sinterklaas in Luxemburg.
- In de middeleeuwen werd de marskramer ook een enkele keer voorgesteld als duivel. Een voorbeeld hiervan is het Laatste Oordeel-drieluik van Jheronimus Bosch waar hij met een mand op zijn rug een verdoemde naar de hel vervoert.
- Bölimann is een angstaanjagende figuur in Zwitsereland; een slechterik die kinderen in zijn zak ontvoert en buiten de menselijke natuur staat. Hij is overal en nergens. In Unterwalden wordt de figuur ook wel Bölibautsch genoemd.

## Afbeeldingen

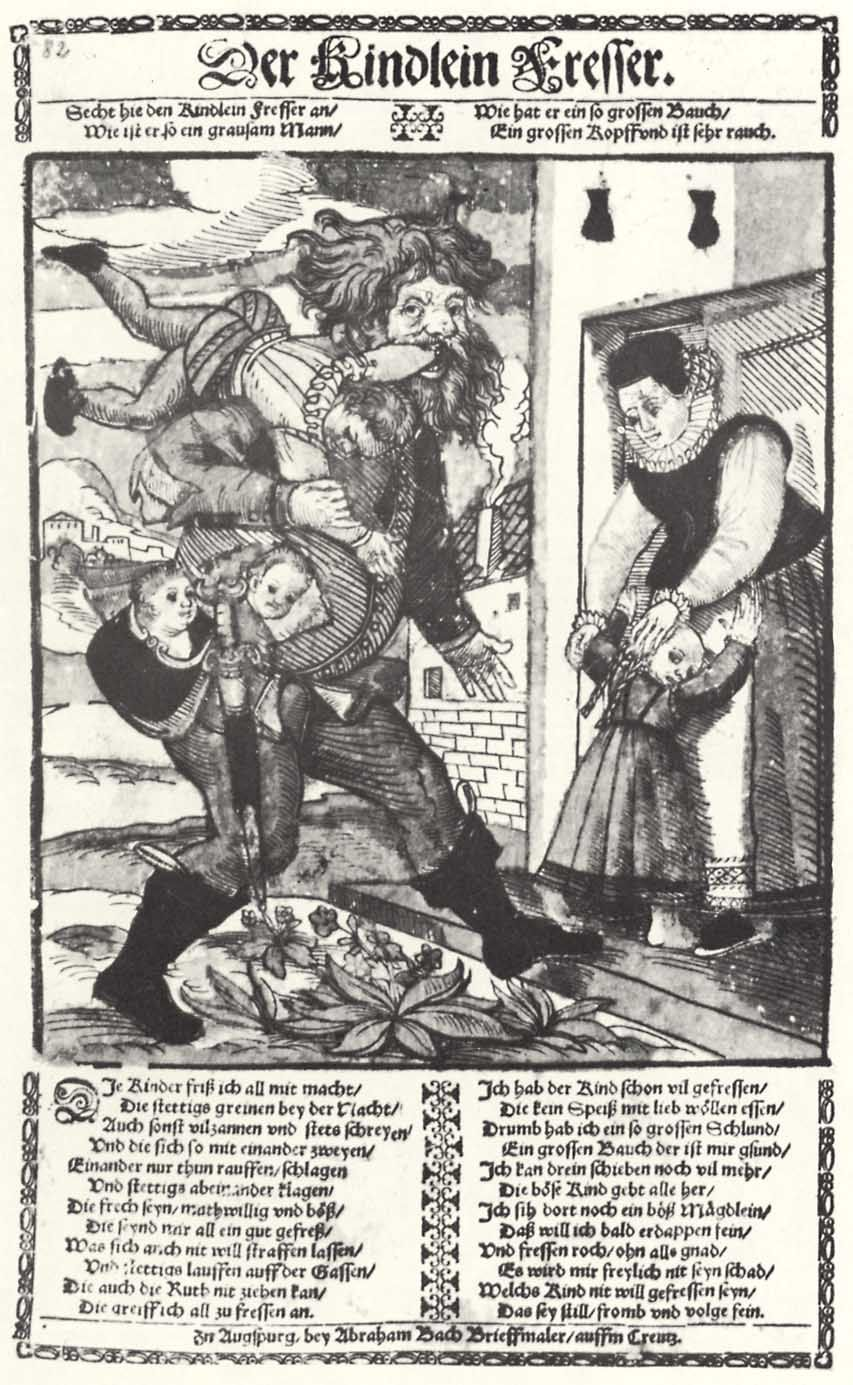
Der Kinderfresser, 17e eeuw
Der Kinderfresser, 17e eeuw
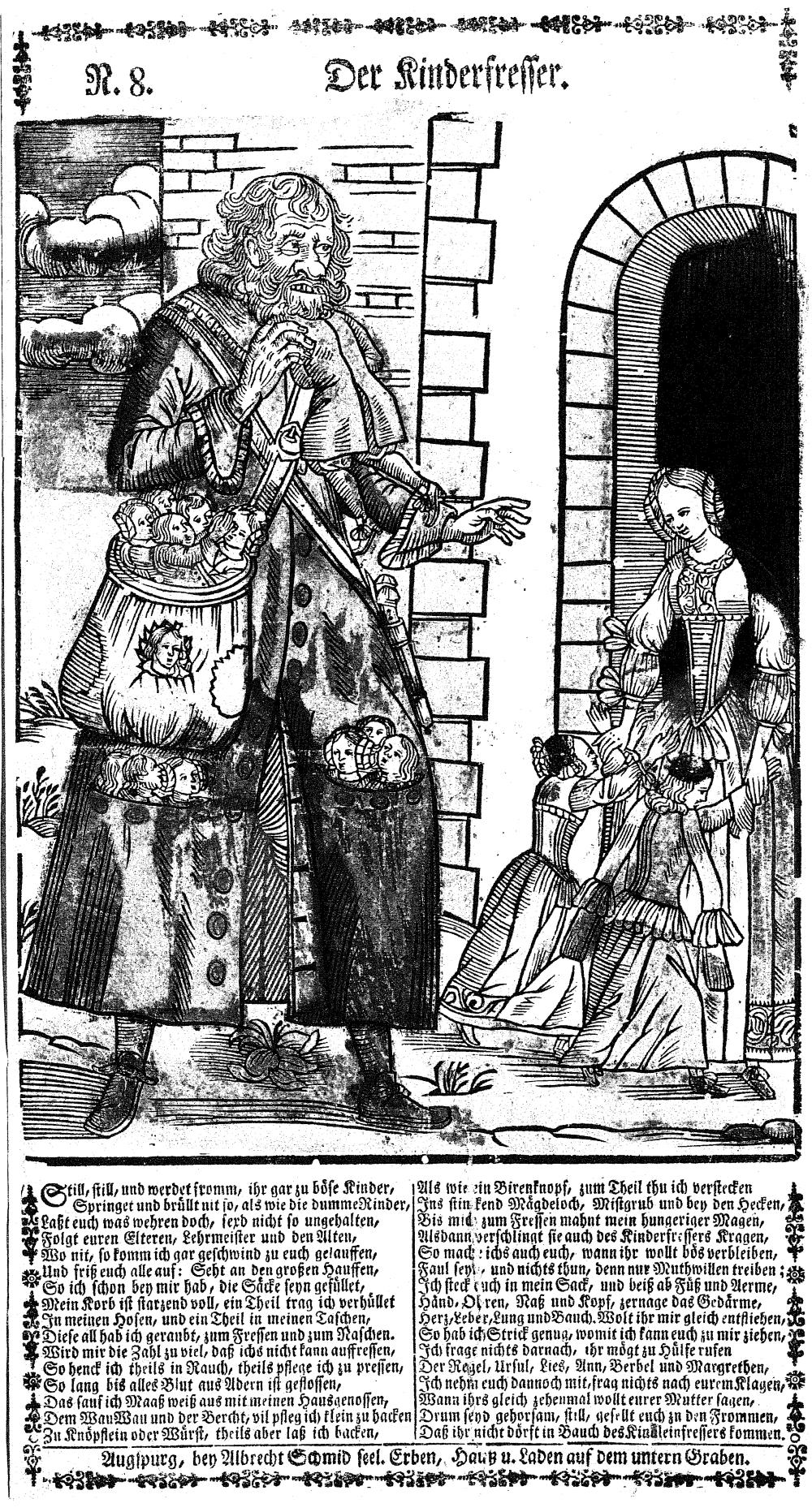
Der Kinderfresser, ca. 1750
Grýla
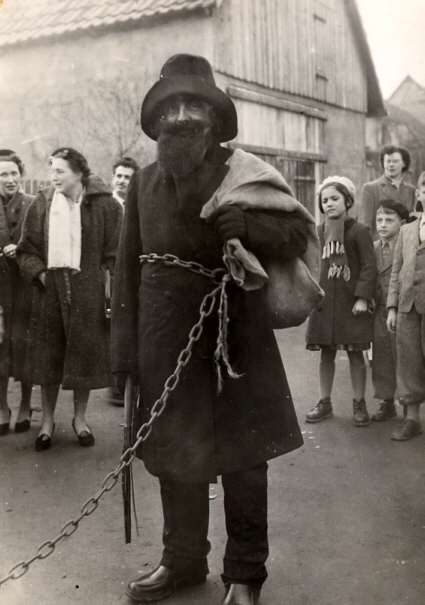
Hans Trapp, 1953
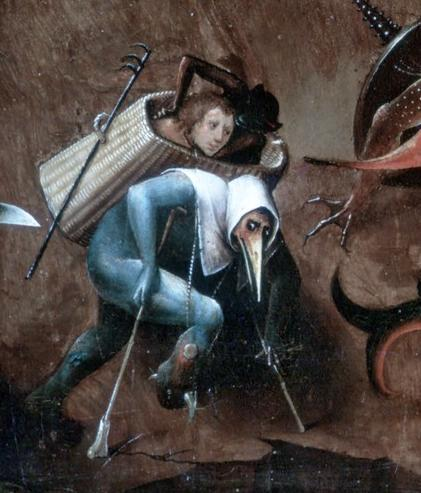
Het Laatste Oordeel, detail. Jheronimus Bosch, Academie van Beeldende Kunsten, Wenen